# 毛球症

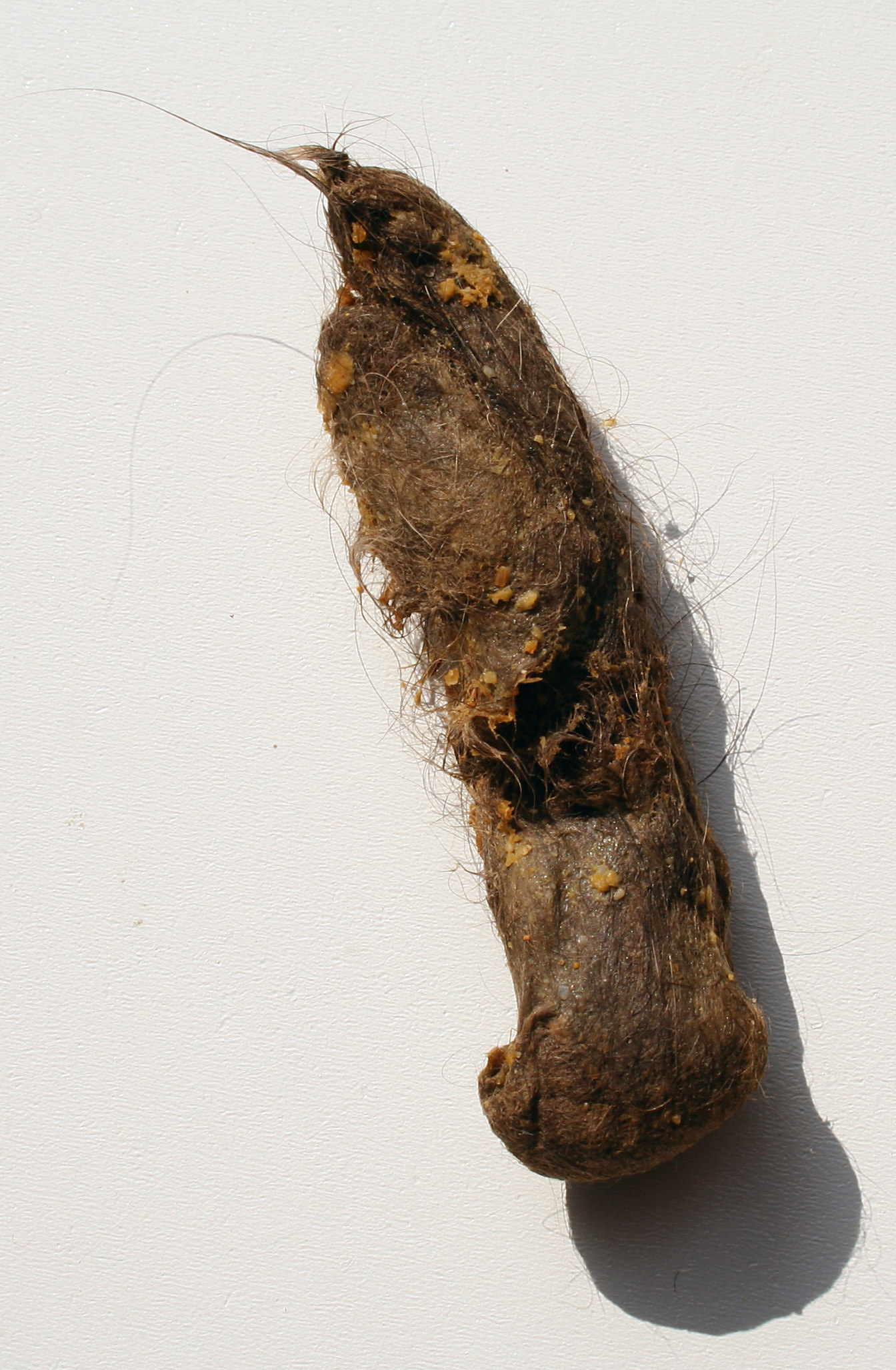
长毛猫毛球

通常由動物在胃中的毛髮糾結成一團緊密的團狀物，毛髮的來源通常是動物(如貓、兔)整理毛髮所攝入體內，某些情況下會發生大量脫毛(換季)，導致動物會攝入過多的毛髮，在胃中形成，若此毛球體積過大，同時吸附了胃液等水份之後有可能會形成阻塞無法排除的情況，某些物種(如：貓)大多數的情況下，可經嘔吐排除，少數情況無法排除時必須由醫師經由外科手術方式排除。